# Kim Wan-sun
Kim Wan-sun ((en hangul, Kim Wan-sun; en hanja, 金緩宣); nacida el 16 de mayo de 1969) es una cantante pop surcoreana conocida a mediados de la década de 1980 y principios. Década de 1990 como la "Madonna coreana" y "la reina del baile de la era del renacimiento de la música popular coreana", así como un símbolo sexual por su baile "sexy" y su presencia escénica "carismática". 
Kim debutó en 1986 con el álbum Tonight. Su quinto álbum, Pierrot Smiles at Us de 1990, vendió 1 millón de copias. Se la considera una de la primera ola de artistas de Hallyu debido a su éxito en Taiwán a mediados de la década de 1990.

## Primeros años
Kim Wan-sun nació como Kim I-sun el 16 de mayo de 1969, la tercera de las cinco hijas de sus padres. Cuando estaba en escuela secundaria, Kim comenzó a entrenar para ser cantante y bailarina bajo la guía de su tía, Han Baek-hee, quien dirigió a músicos exitosos, incluido el cantante Insooni. Han entrenó rigurosamente a Kim durante tres años, tiempo durante el cual Kim abandonó la escuela y no visitó a sus padres. Estudió arte digital en la Universidad de Hawái en Mānoa.

## Discografía

### Álbumes de estudio
| Title                                                    | Album details | Peak chart positions | Sales         |
| Title                                                    | Album details | KOR                  | Sales         |
| Korean                                                   | Korean | Korean               | Korean        |
| -------------------------------------------------------- | --- | -------------------- | ------------- |
| Tonight (오늘밤)                                         | - Released: 11 de abril de 1986 - Label: Jigu Records - Format: LP, casete Ver listaTrack listing Side A 1. 지난 이야기 2. 오늘밤 3. 별 하나 나 하나 4. 왜 말 못해 5. 안돼 6. 봄 Side B 1. 왜 아니오나 2. 고독 3. 그 사람 미워요 4. 그 한마디 5. 어떤 그림 6. 평화로운 세계 7. 정화의 노래 (건전가요) |                      |               |
| Alone in Front of the Yard (나홀로 뜰앞에서)             | - Released: 7 de mayo de 1987 - Label: Jigu Records - Format: LP, casete Ver listaTrack listing Side A 1. 나홀로 뜰앞에서 2. 그대여 다시 오세요 3. 선물 4. 겨울풍경 5. 어차피 우린 Side B 1. 슬픈 얼굴 보이긴 싫어 2. 노란 벤취 3. 강변연가 4. 충격 5. 이 세상 어린이 (건전가요) |                      |               |
| Too Lonely to Dance Alone (나홀로 춤을 추긴 너무 외로워) | - Released: 20 de agosto de 1988 - Label: Jigu Records - Format: LP, casete Ver listaTrack listing Side A 1. 나홀로 춤을 추긴 너무 외로워 2. 편지 3. 그건 너 4. 나 그대에게 모두 드리리 5. 사랑의 골목길 Side B 1. 사랑의 골목길 2. 잊혀진 사람 3. 너는 아니? 4. 휘파람을 부세요 |                      |               |
| Feel Good Day (기분 좋은 날)                             | - Released: 10 de junio de 1989 - Label: Jigu Records - Format: LP, casete Ver listaTrack listing Side A 1. 이 세상 슬픔 가운데 2. 이별보다 더 큰 슬픔 3. 기분 좋은 날 4. 불빛을 좀 더 어둡게 해줘요 5. 보라빛 레인코트 Side B 1. 싫어요 2. 이젠 잊기로 해요 3. 추억은 가슴 속에 남으리 4. 5월의 눈물 5. 이젠 혼자 일어서야 해 |                      |               |
| Pierrot Smiles at Us (삐에로는 우릴 보고 웃지)           | - Released: 21 de agosto de 1990 - Label: Asia Records - Format: CD, LP, casete Ver listaTrack listing Side A 1. 가장 무도회 2. 나만의 것 3. 삐에로는 우릴 보고 웃지 4. 어느 봄날 5. 마지막 밀회 Side B 1. 어디 있었나요 2. 작은 카페 이야기 3. 모노드라마 4. 잃어버린 도시 | - KOR: 1,000,000+    |               |
| Sadness (애수)                                           | - Released: 1 de julio de 1992 - Label: Asia Records - Format: CD, casete Ver listaTrack listing 1. 애수 2. 그대는 바람처럼 3. 슬픈 체념 4. 가난한 이별 5. 하얀비 6. 생의 또다른 슬픔 7. 힘든 미소 8. 이상한 외출 9. 자유로운 날엔 10. 애수 (Instrumental) 11. 슬픈 체념 (Instrumental) |                      |               |
| Innocence                                                | - Released: 1 de noviembre de 1996 - Label: King Records - Format: CD, casete Ver listaTrack listing 1. 탤런트 2. 운명의 장난 3. 슬픔같은 행복 4. 슬픈 인연 5. 투정 6. 체인징 파트너 7. 삐에로의 회상 8. 운명의 장난 (Remix) |                      |               |
| S & Remake                                               | - Released: 23 de julio de 2002 - Label: Yedang Entertainment - Format: CD, casete Ver listaTrack listing Disc 1: S 1. S 2. Shall We Dance 3. Seduction 4. 질주 5. Only Love 6. Feel So Good 7. Shadow 8. 보낼 수 없는 사랑 9. Another Me 10. I Don`t Want To Hear It From You 11. S (Chinese Ver.) 12. Seduction (Wtse-Han Jae Won Mix) 13. 질주 (Wtse-Han Jae Won Mix) 14. Feel So Good (Wtse-Han Jae Won Mix) 15. Shall We Dance (Wtse-Han Jae Won Mix) 16. S (Wtse-Han Jae Won Mix) Disc 2: Remake album 1. 지난 이야기 2. 리듬속의 그 춤을 3. 애수 4. 그대는 바람처럼 5. 가장 무도회 6. 나홀로 뜰앞에서 7. 삐에로는 우릴 보고 웃지 8. 모노드라마 9. 하얀비 | 35                   | - KOR: 7,647+ |
| Return                                                   | - Released: 25 de octubre de 2005 - Label: Doremi Records - Format: CD, casete Ver listaTrack listing 1. 서른의 노래 2. 모짜르트 듣는 여자 3. 처음 이별하는 듯 4. Seventeen 5. 산책 6. 정말이지 나는 7. 시간을 삼켜도 8. White Wine 9. 애수 10. 느끼는대로만 11. Do It | —                    |               |
| Taiwanese                                                | |                      |               |
| The First Touch (第一次接觸)                             | - Released: 14 de julio de 1994 - Label: PolyGram - Format: CD Ver listaTrack listing 1. 女人的心都一樣 2. 肯定的美麗 3. 在你背後的我 4. 坦白 5. 愛上風雨中走來的你 (with Alan Tam) 6. 我就是你的 7. 傷心是爲誰 8. 但是又何奈 9. 一顆心換一份情 10. 愛得甛蜜 |                      |               |
| Extremely Attractive (極度魅力)                          | - Released: 20 de junio de 1995 - Label: PolyGram - Format: CD Ver listaTrack listing 1. 莎哟娜啦 (by Leon Lai) 2. 辣辣的心 (by Leon Lai) 3. 情已逝 (by Jacky Cheung) 4. 我和我追逐的夢 (by Andy Lau) 5. 愛不完 (by Andy Lau) 6. 我是不是該安靜的走開 (by Aaron Kwok) 7. 一路上有你 (by Jacky Cheung) 8. 謝謝你的愛 (by Andy Lau) 9. 渴望 (by Aaron Kwok) 10. 你冷得像風 (by Jacky Cheung) |                      |               |
| Mi Mi Hu Hu (迷迷糊糊)                                   | - Released: 24 de abril de 1996 - Label: PolyGram - Format: CD Ver listaTrack listing 1. 迷迷糊糊 2. 言不由衷 3. 借我一條手帕 4. 愛情萬歲 5. 誘惑 6. 這一次我真的需要你挽留 7. 就爱吧 8. 噓 ! 現在別說話 9. 音樂是我快樂的世界 10. 多愛我一點 |                      |               |
| "—" denotes release did not chart.                       | |                      |               |

### Compilation albums
| Title                              | Album details | Peak chart positions |
| Title                              | Album details | KOR                  |
| ---------------------------------- | --- | -------------------- |
| The Original                       | - Released: 17 de abril de 2017 - Label: K. W. Sunflower Entertainment - Format: CD, digital download Ver listaTrack listing Disc 1 1. 지난이야기 2. 오늘밤 3. 그대여 다시 오세요 4. 나홀로 뜰앞에서 5. 강변연가 6. 선물 7. 편지 8. 잊혀진 사람 9. 사랑의 골목길 10. 나 그대에게 모두 드리리 11. 이젠 혼자 일어서야해 12. 싫어요 13. 이젠 잊기로 해요 14. 리듬속의 그춤을 Disc 2 1. 이별보다 더 큰 슬픔 2. 불빛을 좀 더 어둡게 해줘요 3. 기분 좋은 날 4. 삐에로는 우릴 보고 웃지 5. 어느 봄날 6. 작은 카페이야기 7. 나만의 것 8. 가장 무도회 9. 모노 드라마 10. 잃어버린 도시 11. 애수> 12. 그대는 바람처럼 13. 하얀비 14. 이상한 외출 Disc 3 1. 오늘 2. Benjamin 3. Can Only Feel (Remix Ver.) 4. 강아지 5. Use Me (Feat. Ravi Of VIXX) 6. Set Me On Fire (Feat. Kebee) 7. Mir 8. Alien 9. It's You 10. Use Me (DJ HEAD Mix) 11. Use Me (DJ Jazz Mix) | —                    |
| "—" denotes release did not chart. | |                      |

### Extended plays
| Title      | Album details | Peak chart positions |
| Title      | Album details | KOR                  |
| ---------- | --- | -------------------- |
| Super Love | - Released: 21 de abril de 2011 - Label: KT Music - Format: CD, digital download Ver listaTrack listing 1. Oz On The Moon 2. Super Love 3. 슬픈고백 4. Super Love (Instrumental)              | 28                   |
| The Beer   | - Released: 11 de septiembre de 2012 - Label: K. W. Sunflower Entertainment - Format: CD, digital download Ver listaTrack listing 1. Benjamin 2. 오늘 3. Can Only Feel 4. 오늘 (Instrumental) | 39                   |

### Digital singles & EP
| Title                                    | Year | Peak chart positions |
| Title                                    | Year | KOR                  |
| ---------------------------------------- | ---- | -------------------- |
| "Super Love"                             | 2011 | 28                   |
| "Be Quiet" feat. Yong Jun-hyung          | 2011 | 6                    |
| "Goodbye My Love" feat. Tiger JK & Bizzy | 2014 | 46                   |
| "Puppy" (강아지)                         | 2016 | —                    |
| "Use Me" feat. Ravi of VIXX              | 2016 | —                    |
| "Set Me On Fire"                         | 2016 | —                    |
| "Odisseya"                               | 2016 | —                    |
| "Oz On The Moon"                         | 2017 | —                    |
| "Jelly Christmas"                        | 2017 | —                    |
| "Tonight"                                | 2018 | —                    |
| "심장이 기억해"                          | 2018 | —                    |
| "Feeling"                                | 2022 | —                    |
| "Apple Blossom"                          | 2022 | —                    |
| "—" denotes release did not chart.       |      |                      |

## Filmography

### Film
| Year | Title           | Role                | Notes |
| ---- | --------------- | ------------------- | ----- |
| 2015 | Seoul Searching | Kim Wan-sun wannabe | cameo |

### Television show
| Year | Title                      | Role        | Ref.   |
| ---- | -------------------------- | ----------- | ------ |
| 2023 | Dancing Queens On The Road | Cast Member | [ 27 ] |